# ノビネチドリ
ノビネチドリ（延根千鳥、学名：Neolindleya camtschatica ）は、ラン科ノビネチドリ属の多年草。

## 特徴
茎は太く円柱形で直立し、高さ30-60cmになる。葉は5-10個が茎に互生し、葉身は楕円形～狭長楕円形で、長さ7-15cm、幅2-6cm。先端は尖り、縁は波状に縮れ、3-5筋の葉脈が目立つ。葉の基部は鞘状になって茎を抱く。
花期は5-7月で、淡紅紫色の花を穂状に多数つける。苞は花と同じ長さ。萼片は長さ5mm、側花弁は萼片より短く、唇弁はやや長く、くさび状広卵形で先端が3裂する。
和名の由来は、近縁のテガタチドリの肥厚した根茎の形が掌状で「手形」であるのに対し、本種の根は掌状にならず、伸びるため「延根」という。

## 分布と生育環境
樺太、カムチャツカ半島、朝鮮半島、日本に分布する。山地の樹林下の湿った場所に自生する。
日本では北海道、本州中部以北、四国、九州に分布する。

## シノニム
- Platanthera camtschatica (Cham.) Makino
- Gymnadenia camtschatica (Cham.) Miyabe et Kudô

## 近縁種
- テガタチドリ Gymnadenia conopsea (L.) R.Br.